# SummerSlam 2016
SummerSlam 2016 è stata la ventinovesima edizione dell'omonimo evento in pay-per-view di wrestling prodotto annualmente dalla WWE. L'evento si è svolto il 21 agosto 2016 al Barclays Center di Brooklyn.
In questa edizione di SummerSlam è stato introdotto un nuovo titolo: il WWE Universal Championship.

## Storyline
Brock Lesnar, dopo la vittoria contro Mark Hunt a UFC 200 (incontro disputato con il permesso della WWE), ha ufficialmente annunciato che sarebbe tornato nella federazione di Vince McMahon all'evento estivo di punta della WWE: SummerSlam. Il 7 luglio, a SmackDown, ne è stato annunciato l'avversario: il rientrante Randy Orton, che ha fatto la sua prima apparizione dopo mesi di assenza durante l'Highlight Reel di Chris Jericho a Battleground.
Il 25 luglio, a Raw, è stato introdotto un secondo titolo mondiale esclusivo dello show rosso: l'Universal Championship. La Commissioner Stephanie McMahon e il General manager Mick Foley hanno annunciato che il primo match valido per questo nuovo titolo avverrà a SummerSlam e che a sfidarsi saranno Seth Rollins (prima scelta nel Draft 2016) e il vincitore del main event della puntata. Per decretare i due contendenti hanno poi indetto due Fatal 4-Way match: nel primo il debuttante Finn Bálor ha sconfitto Rusev, Cesaro e Kevin Owens; nel secondo Roman Reigns si è imposto su Sheamus, Sami Zayn e Chris Jericho. Il main event è stato successivamente vinto da Bálor.
Il 26 luglio, a SmackDown, il Commissioner Shane McMahon e il General manager Daniel Bryan affermano che renderanno il loro show la terra delle opportunità: per questo indicono un Six-Pack Challenge match per decretare il contendente nº 1 al WWE World Championship di Dean Ambrose. I sei partecipanti sono stati John Cena, Baron Corbin, Bray Wyatt, Dolph Ziggler, AJ Styles e Apollo Crews (che si era precedentemente guadagnato l'accesso al match vincendo una Battle Royal tra tutti gli altri wrestler maschili del roster). Il vincitore del match è stato lo Show-Off, che si troverà quindi a lottare contro l'ex membro dello Shield a SummerSlam per il titolo.
Il 30 luglio è stato annunciato un match tra la Women's Champion Sasha Banks e Charlotte valevole per il titolo femminile. Dana Brooke, essendo stata sconfitta da Sasha Banks durante una puntata di Raw, sarà bandita da bordo ring.
Nella puntata di SmackDown del 2 agosto Apollo Crews ha sconfitto Baron Corbin e Kalisto in un Triple Threat match, diventando il contendente nº1 all'Intercontinental Championship di The Miz. Per questo motivo è stato annunciato un match tra Apollo Crews e The Miz per SummerSlam con in palio il titolo intercontinentale.
Il 19 giugno a Money in the Bank AJ Styles ha sconfitto John Cena con l'aiuto di Karl Anderson e Luke Gallows. Il 24 luglio a Battleground John Cena, Enzo Amore e Big Cass hanno sconfitto il The Club (AJ Styles, Karl Anderson e Luke Gallows). A seguito di ciò, nella puntata di SmackDown del 2 agosto Styles ha sfidato Cena per SummerSlam e il "Leader della Cenation" ha accettato.
Nella puntata di Raw del 25 luglio i membri del New Day (Big E, Kofi Kingston e Xavier Woods) hanno celebrato il loro regno come WWE Tag Team Champions, essendo esso il più lungo nella storia del titolo, e il trio è stato brutalmente attaccato da Karl Anderson e Luke Gallows. Nella successiva puntata di Raw del 1º agosto Big E e Kingston hanno sconfitto Gallows e Anderson in un match non titolato e i due membri del Club hanno brutalmente attaccato Big E, infortunandolo all'inguine (kayfabe). L'8 agosto è stato dunque annunciato che Kingston e Woods dovranno difendere i WWE Tag Team Championships contro Gallows e Anderson.
Nella puntata di Raw del 1º agosto Rusev ha difeso con successo lo United States Championship contro Mark Henry e, nel post match, è stato attaccato da Roman Reigns. Nella puntata di Raw dell'8 agosto Reigns ha attaccato ancora Rusev e la sua manager Lana durante la celebrazione del loro matrimonio; l'ex-membro dello Shield ha dunque sfidato Rusev per lo United States Championship a SummerSlam e il bulgaro ha accettato.
Nella puntata di Raw del 1º agosto Enzo Amore e la Women's Champion Sasha Banks sono stati sconfitti da Chris Jericho e Charlotte in un Mixed Tag Team match. La settimana dopo, a Raw, Enzo e Big Cass hanno sfidato Jericho, il quale ha scelto come compagno Kevin Owens e i due team si affronteranno a SummerSlam.
Nella puntata di Raw del 25 luglio Cesaro ha sconfitto Sheamus in un single match. Il 1º agosto a Raw Sheamus ha causato la sconfitta di Cesaro nel suo match contro Rusev valevole per lo United States Championship. La settimana successiva, a Raw, Cesaro è costato a Sheamus il suo match contro Sami Zayn. A seguito di ciò, il GM di Raw Mick Foley ha annunciato che Cesaro e Sheamus si affronteranno nel Kick-off di SummerSlam nel primo match di un Best of Seven Series.
Eva Marie è stata promossa nel roster principale e trasferita nel roster di SmackDown. Tuttavia il suo debutto ufficiale è stato sempre rimandato per vari imprevisti. Nella puntata di SmackDown del 16 agosto Eva Marie avrebbe dovuto combattere contro Naomi ma il match non ha avuto luogo. Quella stessa sera Becky Lynch e Carmella hanno sconfitto Alexa Bliss e Natalya con Eva Marie che è apparsa sullo stage, venendo in seguito inseguita da Naomi. Quella stessa sera è stato annunciato per SummerSlam un Six-Woman Tag Team match tra Carmella, Becky Lynch e Naomi contro Natalya, Eva Marie e Alexa Bliss. Il 18 agosto, però, Eva Marie è stata sospesa per trenta giorni a causa della sua prima violazione del Wellness Program; per questo motivo sarà scelta una partner misteriosa da affiancare ad Alexa Bliss e Natalya.
Il 19 agosto sono stati annunciati due ulteriori match per il Kick-off: Sami Zayn e Neville contro i The Dudley Boyz (Bubba Ray Dudley e D-Von Dudley) e un 12-Man Tag Team match tra gli American Alpha (Chad Gable e Jason Jordan), gli Hype Bros (Mojo Rawley e Zack Ryder) e gli Usos (Jey Uso e Jimmy Uso) contro i Breezango (Fandango e Tyler Breeze), gli Ascension (Konnor e Viktor) e i Vaudevillains (Aiden English e Simon Gotch).

## Risultati
| #       | Incontri                                                                                                  | Stipulazioni                                          | Durata |
| ------- | --- | ----------------------------------------------------- | ------ |
| Kickoff | Gli American Alpha, gli Hype Bros e gli Usos hanno sconfitto gli Ascension, i Breezango e i Vaudevillains | Six-on-six tag team match                             | 14:32  |
| Kickoff | Neville e Sami Zayn hanno sconfitto i Dudley Boyz                                                         | Tag team match                                        | 07:55  |
| Kickoff | Sheamus ha sconfitto Cesaro                                                                               | Single match                                          | 14:10  |
| 1       | Chris Jericho e Kevin Owens hanno sconfitto Enzo Amore e Big Cass                                         | Tag team match                                        | 12:08  |
| 2       | Charlotte ha sconfitto Sasha Banks (c)                                                                    | Single match per il WWE Women's Championship          | 13:51  |
| 3       | The Miz (c) (con Maryse) ha sconfitto Apollo Crews                                                        | Single match per il WWE Intercontinental Championship | 05:45  |
| 4       | AJ Styles ha sconfitto John Cena                                                                          | Single match                                          | 23:10  |
| 5       | Karl Anderson e Luke Gallows hanno sconfitto il New Day (c) (con Jon Stewart) per squalifica              | Tag team match per il WWE Tag Team Championship       | 09:09  |
| 6       | Dean Ambrose (c) ha sconfitto Dolph Ziggler                                                               | Single match per il WWE World Championship            | 15:18  |
| 7       | Alexa Bliss, Natalya e Nikki Bella hanno sconfitto Becky Lynch, Carmella e Naomi                          | Six-woman tag team match                              | 11:04  |
| 8       | Finn Bálor ha sconfitto Seth Rollins                                                                      | Single match per il WWE Universal Championship        | 19:24  |
| 9       | Brock Lesnar (con Paul Heyman) ha sconfitto Randy Orton per KO tecnico                                    | Single match                                          | 11:45  |